# Setophaga cerulea
La dendroica cerulea (Setophaga cerulea) è un piccolo uccello canoro della famiglia dei siluri del Nuovo Mondo. I maschi adulti hanno parti superiori blu e bianche e cerulee chiare con una collana nera sul petto e strisce nere sul retro e sui fianchi. Le femmine e gli uccelli immaturi hanno parti superiori più grigie o verdastre, una striscia chiara sopra l'occhio e nessuna striscia sulla schiena e nessun collo. Tutti questi uccelli hanno barre alari e un becco sottile e appuntito. Si trovano nelle foreste decidue del Nord America orientale durante la stagione riproduttiva e poi migrano verso le aree boschive montuose del Sud America. La specie è considerata minacciata da uno stato IUCN quasi minacciato, indicando che non deve affrontare alcuna minaccia imminente di estinzione in natura.

## Descrizione
I maschi adulti hanno parti superiori blu ceruleo chiaro e parti inferiori bianche con una collana nera sul petto; hanno anche striature nere sul retro e sui fianchi. Le femmine e gli uccelli immaturi hanno parti superiori più grigie o verdastre, una striscia chiara sopra l'occhio e nessuna striatura sulla schiena e nessuna collana. Tutti questi uccelli, indipendentemente dalla loro età, hanno barre alari e un becco sottile e appuntito.

## Distribuzione e habitat

Zona gialla Areale estivo, Zona blu areale di migrazione in Inverno

I loro habitat di riproduzione sono foreste decidue mature nel Nord America orientale. Migrano per trascorrere l'inverno boreale nelle aree montane boscose del Sud America.

## Comportamento
Foraggiano attivamente in alto sugli alberi, a volte catturando insetti in volo. Questi uccelli mangiano principalmente insetti. I loro nidi sono a forma di coppa e sono posizionati su un ramo orizzontale alto in un albero di legno duro. La canzone è un ronzio accelerato.

## Stato e conservazione
La dendroica cerulea è l'uccello canoro migrante neotropicale in rapido declino. Tra le molte minacce che affrontano, il loro habitat svernante nelle Ande settentrionali sta diminuendo rapidamente. Le dendroiche cerulee dipendono dalle piantagioni di caffè all'ombra durante l'inverno. Questa tecnica agricola tradizionale è a rischio poiché i prezzi del caffè fluttuano e si intensifica la pressione per passare al caffè solare ad alto rendimento o ad altre colture.
Nelle aree forestali frammentate, questo uccello è vulnerabile al nido del parassitismo dell'uccello dalla testa marrone. Il numero di questo uccello sta diminuendo più velocemente di qualsiasi altra specie di silvia negli Stati Uniti; la sua popolazione nel 2006 era meno di un quinto di quella che era 40 anni prima. L'American Bird Conservancy (ABC) sta lavorando con il suo partner colombiano, Fundación ProAves, per proteggere l'habitat di svernamento per le dendroiche cerulee e altri uccelli canori migratori. Insieme hanno creato la Cerulean Warbler Bird Reserve, la prima area protetta creata per un migrante neotropicale. Nel tentativo di promuovere la protezione della marmotta cerulea, ABC e dei suoi partner sudamericani (Fundacion ProAves, ECOAN e Fundacion Jocotoco).
La dendroica cerulea è stato registrato come un vagabondo per l'Islanda.

## Nelle arti
John James Audubon illustra la dendroica cerulea in Birds of America (Londra, 1827–1838) come Tavola 48 dove sono raffigurati due uccelli appollaiati in un cespuglio di uva ursina. L'immagine è stata incisa e colorata dai laboratori londinesi di Robert Havell. L'acquerello originale di Audubon è stato acquistato dalla New-York Historical Society dove rimane fino ad oggi (marzo 2009).
Jonathan Franzen usa la dendroica cerulea come dispositivo per la trama nel suo romanzo del 2010, Freedom.
Nell'episodio "Misteri della pubblicità" (in lingua originale "The Big Picture") del programma televisivo Curioso come George, viene pubblicato un libro sulla dendroica cerulea dall'Uomo dal Cappello Giallo. George cerca di aiutare l'Uomo dal Cappello Giallo (Ted) a distribuire il libro.